# World Skate
World Skate è l'organismo riconosciuto dal Comitato Olimpico Internazionale per la regolamentazione e il governo degli sport a rotelle nel mondo; regola i rapporti tra le federazioni nazionali e organizza i principali tornei di valore mondiale.
Nata come "Bureau de la Fédération Internationale de Patinage a Roulettes" l'istituzione venne fondata il 21 aprile 1924 durante un torneo di hockey su pista a Montreux in Svizzera.
Nel 2021 conta 141 federazioni membri titolari e 5 associazioni continentali.

## Storia
Fu in Inghilterra che si tennero le prime manifestazioni organizzate di hockey su pista e nel 1905 nacque la Amateur Hockey Association. Le culle della neonata specialità erano le città di Herne Bay, Manchester, Wembley e Londra. Successivamente l'hockey su pista si diffuse anche in altri paesi quali la Svizzera, la Francia, la Germania e il Belgio dove venivano organizzate le prime gare ed i primi tornei strutturati.
Come detto nell'aprile 1924 venne creato il Bureau de la Fédération Internationale de Patinage a Roulettes, a Montreux in Svizzera. L'iniziativa della creazione dell'ente fu presa da Fred Renkewitz, un cittadino svizzero nato a Newcastle. Aveva fondato il Montreux Hockey Club. Renkewitz approfittò della disputa di un torneo internazionale dei quattro club partecipanti e propose la creazione di una federazione internazionale di questo sport. Assumerà poi il nome FIRS (Fédération Internationale de Roller Skating), inglobando le tre specialità del pattinaggio a rotelle (artistico, corsa e hockey pista). I paesi fondatori furono: Svizzera, Francia, Germania e Inghilterra. Fred Renkewitz fu il suo primo presidente, carica che mantenne sino al 1960. Nel 2017 il nome viene cambiato nell'attuale World Skate. Nel 2022 ha aperto una sezione sperimentale E-sport.

## World Skate Games
Dal 2017 World Skate organizza i World Skate Games un evento sportivo multi disciplina che coinvolge tutti gli sport governati dall'organizzazione. Dopo Nanchino, Barcellona e Buenos Aires l'edizione 2024, coincidente con il centenario della federazione, si è svolto in Italia, coinvolgendo quattro regioni: Lazio, Emilia Romagna, Piemonte e Abruzzo. .

## Organizzazione
Come detto sopra World Skate si suddivide in cinque entità continentali e più precisamente:
- Africa: World Skate Africa
- Americhe: World Skate America
- Asia: World Skate Asia
- Europa: World Skate Europe
- Oceania: World Skate Oceania

## Sport governati
Qui sotto viene riportato l'elenco degli sport gestiti da World Skate come da Statuto.
- Skateboarding
- Inline Speed Skating
- Artistic Skating
- Inline Hockey
- Rink Hockey
- Downhill
- Inline Alpine
- Inline Freestyle
- Roller Freestyle
- Roller Derby
- Scooter

## Campionati mondiali organizzati
- World Skate Games
- Campionati mondiali di skateboarding
- Campionati mondiali di inline freestyle
- Campionati mondiali di pattinaggio artistico a rotelle
- Campionati mondiali di pattinaggio di velocità a rotelle
- Campionato del mondo di hockey su pista
- Campionati mondiali di hockey inline
- Campionato mondiale di roller derby
- Campionati mondiali di alpine
- Campionati mondiali di downhill
- Campionati mondiali di roller freestyle
- Campionati mondiali di scooter